# 阿拉伯刺蓋魚
阿拉伯刺蓋魚為輻鰭魚綱鱸形目鱸亞目蓋刺魚科的其中一個種。

## 分布
本魚分布於西印度洋區，包括紅海、東非、波斯灣、阿拉伯海、阿曼灣等海域。

## 深度
水深3至30公尺。

## 特徵
本魚體略高而側扁，吻短稍尖，成魚體色黑藍色只有尾巴黃色及位於肛門前具ㄧ個月形黃色的大橫斑，幼魚則為體藍色鑲有眾多的弧形橫紋。體長可達40公分。

## 生態
本魚棲息在珊瑚茂盛的岩礁區，通常單獨出現，屬肉食性，以海綿、海鞘等為食，侵略性強。

## 經濟利用
為高價值觀賞魚，無食用價值。